# مدینه تونس
مدینه تونس، محله مدینه تونس، محله ای در پایتخت تونس است. این مکان از سال ۱۹۷۹ در فهرست میراث جهانی یونسکو قرار گرفته‌است.
مدینه تونس دارای نزدیک‌به ۷۰۰ بنای تاریخی از جمله کاخ‌ها، مساجد، مقبره‌ها، مدارس و فواره‌های مربوط به دوره‌های المحد و حفصید است.